# 和田博雄
和田博雄（日语：和田 博雄/わだ ひろお，1903年2月17日—1967年3月4日），日本的政治家，曾担任吉田茂时期的农林大臣，片山哲时期的经济安定本部总务长官。